# Anaulacodesmus dahli
Anaulacodesmus dahli är en mångfotingart som beskrevs av Chamberlin 1957. Anaulacodesmus dahli ingår i släktet Anaulacodesmus och familjen orangeridubbelfotingar. Inga underarter finns listade i Catalogue of Life.